# 크리스토퍼 타보리
크리스토퍼 타보리(Kristoffer Tabori, 1952년 8월 4일 ~ )는 미국의 영화 감독, 배우, 연극 배우, 텔레비전 배우, 성우, 영화 프로듀서이다.
말리부에서 태어났다.

## 영화
- 맘스 블라인드 데이트 (2015년)
- 링 바이 스프링 (2014년)
- 우주전쟁 제로 (2009년)
- 팰콘 비치 (2006년)
- 퍼슈드 (2004년)
- 저징 에이미 (1999년)
- 와일드 디자이어 (1996년)
- 프로파일러 (1996년)
- 딥 다운 (1995년)
- 시카고 메디컬 (1994년)
- 피켓 펜스 (1992년)
- 폴리스 파트너 (1992년)
- 베스커빌가의 개 (1988년)
- 시카고 스토리 (1982년)
- 블랙 뷰티 (1978년)
- 글래스 하우스 (1972년)
- 더티 해리 (1971년)
- 존과 메리 (1969년)
- 웨딩스 앤 베이비스 (1958년)